# Culture du Wessex
Subdivisions
Wessex I et Wessex II
Objets typiques
Objets en or
La culture du Wessex est une culture archéologique de l'Âge du bronze britannique. Elle prédominait dans le centre et le sud de l'Angleterre durant le Bronze ancien et moyen. Elle ne doit pas être confondue avec le royaume anglo-saxon de Wessex.

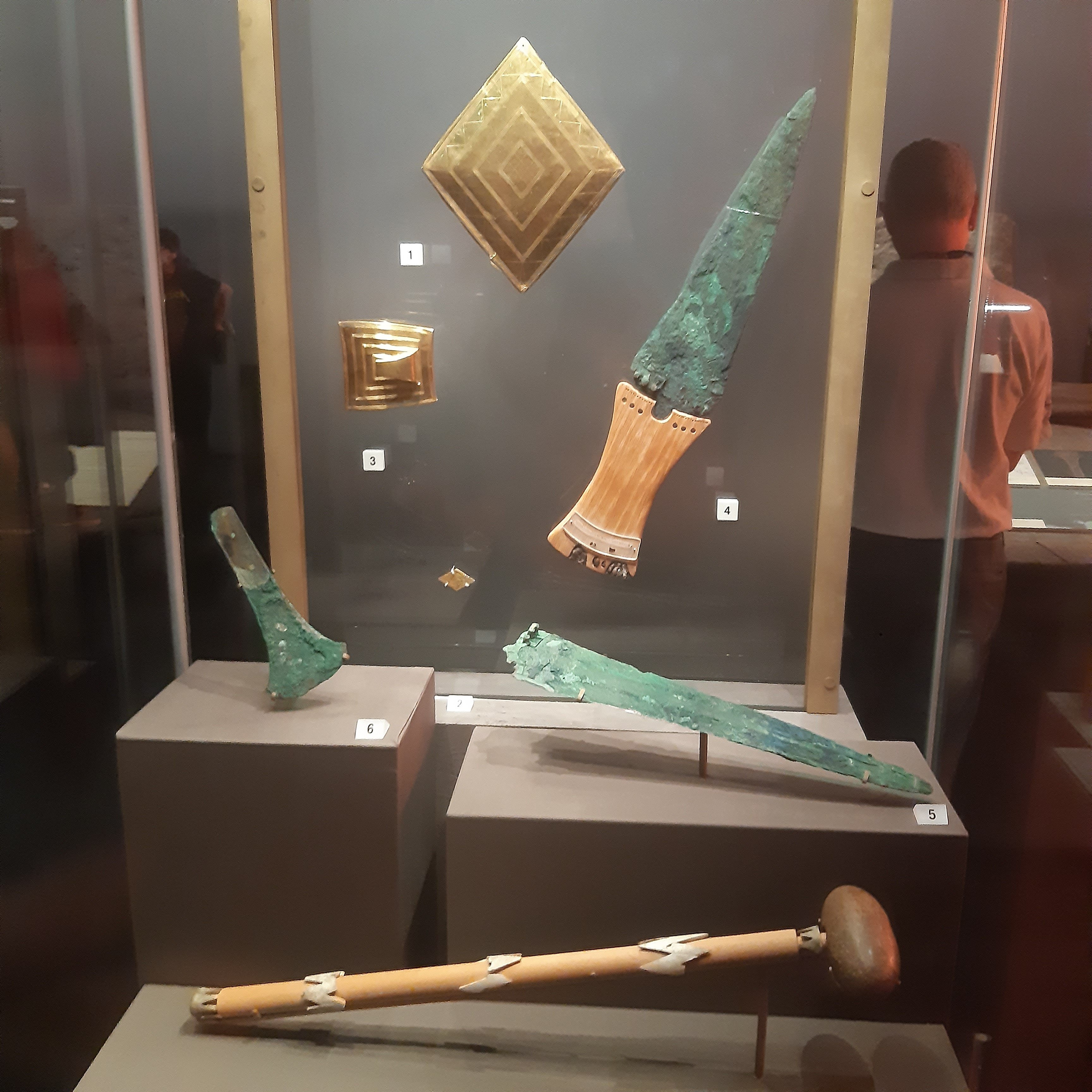
Vestiges archéologiques trouvés au Bush Barrow, à Stonehenge, datés vers -1900

## Historique
La culture du Wessex a été définie en 1938 par l'archéologue et préhistorien britannique Stuart Piggott, en référence à la centaine de tombes particulièrement riches découvertes à cette époque dans et autour du Wiltshire. On a trouvé depuis de multiples autres tombes de l'Âge du bronze dans d'autres régions d'Angleterre.
À la fin du XXe siècle, on a voulu considérer la culture du Wessex comme représentative d'une élite sociale plutôt que d'un groupe culturel distinct. On lui attribuait toutefois un rôle déterminant dans l'arrivée de la Culture campaniforme en Irlande.

## Contexte
La culture du Wessex est apparentée à la culture d'Hilversum du sud des Pays-Bas, de Belgique et du nord de la France, et à la Culture des tumulus d'Armorique. Ces différentes cultures semblent issues de la Culture campaniforme du Néolithique récent, qui s'est répandue en Angleterre depuis le continent vers 2400 av. J.-C.
Une étude génétique de 2018 a montré l'existence d'un fort renouvellement démographique en Angleterre vers 2400 av. J.-C., associé à l'irruption dans l'ile de populations d'origine steppique. Celles-ci ont adopté à partir d'environ 2150 av. J.-C. la métallurgie du bronze en provenance du continent.

## Chronologie
La culture du Wessex est communément divisée en phases successives : Wessex I (2150 - 1650 av. J.C.) et Wessex II (1650 - 1400 av. J.C.). 
La première phase, Wessex I, se caractérise par de riches dépôts funéraires dans les tombes de chefs, incluant des objets en or, et par des inhumations en position foetale sous tumulus. Wessex I est étroitement associée à l'édification des phases tardives du site de Stonehenge.
La seconde phase, Wessex II, se caractérise par un moindre mobilier funéraire, dépourvu d'objets en or, et par le retour de la crémation, présumée correspondre aux anciennes pratiques funéraires du Néolithique britannique.